# Rasmus Sandin
Rasmus Sandin, född 7 mars 2000 i Uppsala, är en svensk professionell ishockeyspelare som spelar för Washington Capitals i NHL. 
Hans moderklubb är Gimo IF. 
Sandin valdes som 29:e spelare i NHL-draften 2018 av Toronto Maple Leafs.
Han är yngre bror till ishockeyspelaren Linus Sandin.